# Noemí Palafox
Noemi García Palafox (Ciudad de México, 31 de enero de 1975) es una cantante y comediante retirada conocida por sus trabajos en programas como ¡Pácatelas!, Picardía Mexicana y Cero En Conducta y por ser cantante del Grupo Garibaldi entre 1995 a 1997, posteriormente fundaría la asociación Civil Avanza dedicada a la inclusión social y educación especial para niños con capacidades diferentes.

## Biografía
Hija de una familia amante de la música inicio su carrera cantando con sus hermanos en el grupo Palafox en clubes y bares para luego saltar a inicios de los 90 como conductora en Toluca, Estado de México en donde pronto seria entre 1993 a 1994 corista en los conciertos de Mijares,después de esa experiencia entraría junto a su hermano José Luis Palafox al programa ¡Pácatelas! como Corista del grupo musical del programa de hecho es la chica de vestido rojo en el Gallinazo de la "Bolsita" que sucedió en el programa, a fines de 1995 salta al Grupo Garibaldi en donde grabaría el Disco Miami Swing, en el grupo haría presentaciones hasta a fines de 1997 que por negarse a hacer un concierto con otro grupo conocido como Grupo Mestizo deja la agrupación, meses después en 1998 entra como cantante y bailarina del programa Picardía Mexicanajunto con su hermana también ex-corista del grupo musical en el programa ¡Pácatelas! en que debido a su personalidad cómica y alegre termina en el programa de Cero En Conducta en el año 2000, a pesar de la popularidad de su personaje Isela Chico renuncia al show según David Villalpando actor y escritor de la serie pero sin saber el motivo del mismo.
Lo poco que se sabe después de su participación en Cero En Conducta es que fundó una asociación civil llamada Avanza dedicada a la educación de niños con capacidades diferentes, recibiendo un reconocimiento en 2013 por el gobierno de la Ciudad de México.

## Vida Personal
Tuvo 3 hermanos que entraron a la farándula mexicana que fueron José Luis Palafox que trabajo en el programa ¡Pácatelas! y Al Ritmo de la Noche, Guillermo Palafox (Vocalista de Los Ángeles Azules y los Ángeles de Charly) y Verónica "Liz" Palafox (1976-2007) en que también trabajo al Lado de figuras como Paco Stanley, Dalilah Polanco, René Casados y Lucero entre 1995 al 2000, actualmente vive retirada de los medios en Florida, Estados Unidos con su familia y en ocasiones va a México a reuniones familiares o de su fundación Avanza.

## Filmografía

### Programas de TV
- ¡Pácatelas! (1995) - Corista
- Picardía Mexicana (1998-2000) - Bailarina y Cantante
- Cero En Conducta (2000) - Isela Chico

## Discografía
- 1996: Miami Swing (Grupo Garibaldi)
- 2000: La Escuelita de Ortiz de Pinedo (Cero en Conducta)